# Индија на Светском првенству у атлетици на отвореном 2017.
Индија је учествовала на Светском првенству у атлетици на отвореном 2017. одржаном у Лондону од 4. до 13. августа шеснаести пут, односно учествовала је на свим првенствима до данас. Репрезентацију Индије представљало 21 такмичар (12 мушкарца и 9 жена) који су се такмичили у 14 дисциплина (7 мушких и 7 женских).,.
На овом првенству такмичари из Индије нису освојили ниједну медаљу али су оборили два национална и три лична рекорд и остварили један најбољи национални и шест најбоља лична резултата сезоне.

## Учесници
| Мушкарци: - Мохамед Анас — 400 м, 4х400 м - Govindan Lakshmanan — 5.000 м - Танакал Гопи — Маратон - Siddhanth Thingalaya — 110 м препоне - Kunhu Muhammed — 4х400 м - Amoj Jacob — 4х400 м - Arokia Rajiv — 4х400 м - Ирфан Колотум Тоди — 20 км ходање - Синг Девендер — 20 км ходање - Ганапати Кришнан — 20 км ходање - Давиндер Синг — Бацање копља - Neeraj Chopra — Бацање копља | Жене: - Дати Чанд — 100 м - Нирмла — 400 м, 4 х 400 м - Моника Атар — Маратон - Jisna Mathew — 4 х 400 м - Пувама Рају Мачетира — 4 х 400 м - Анилда Томас — 4 х 400 м - Кушбир Каур — 20 км ходање - Ану Рани — Бацање копља - Свапна Барман — Седмобој |  |

## Резултати

### Мушкарци
| Атлетичар                                           | Дисциплина    | Лични рекорд | Квалификације | Квалификације | Полуфинале           | Полуфинале           | Финале                | Финале       | Детаљи                                   |
| Атлетичар                                           | Дисциплина    | Лични рекорд | Резултат      | Место         | Резултат             | Место                | Резултат              | Место        | Детаљи                                   |
| --------------------------------------------------- | ------------- | ------------ | ------------- | ------------- | -------------------- | -------------------- | --------------------- | ------------ | ---------------------------------------- |
| Мохамед Анас                                        | 400 м         | 45,32 НР     | 52,01         | 4. у гр. 6    | Није се квалификовао | Није се квалификовао | Није се квалификовао  | 33 / 49 (52) |                                          |
| Govindan Lakshmanan                                 | 5.000 м       | 13:36,62     | 13:35,69 ЛР   | 15. у гр. 1   |                      |                      | Није се квалификовао  | 31 / 49 (52) |                                          |
| Siddhanth Thingalaya                                | 110 м препоне | 13,48        | 13,64         | 7. у гр. 2    | Није се квалификовао | Није се квалификовао | Није се квалификовао  | 31 / 39 (41) |                                          |
| Kunhu Muhammed Amoj Jacob Мохамед Анас Arokia Rajiv | 4 x 400 м     | 3:00,91 НР   | 3:02,80       | 5. у гр. 1    |                      |                      | Нису се квалификовали | 10 / 16      |                                          |
| Ирфан Колотум Тоди                                  | 20 км ходање  | 1:20:21 НР   |               |               |                      |                      | 1:21:40               | 23 / 58 (64) | Архивирано на веб-сајту (13. април 2018) |
| Синг Девендер                                       | 20 км ходање  | 1:20:21      | 1:25:47       | 50 / 58 (64)  |                      |                      |                       |              | Архивирано на веб-сајту (13. април 2018) |
| Ганапати Кришнан                                    | 20 км ходање  | 1:21:41      | 1:28:32       | 54 / 58 (64)  |                      |                      |                       |              | Архивирано на веб-сајту (13. април 2018) |
| Давиндер Синг                                       | Бацање копља  | 84,57        | 84,22 КВ      | 5. у гр. А    |                      |                      | 80,02                 | 12 / 31 (32) |                                          |
| Neeraj Chopra                                       | Бацање копља  | 86,48 НР     | 82,26         | 7. у гр. А    | Није се квалификовао | 15 / 31 (32)         |                       |              |                                          |

### Жене
| Атлетичарка                                           | Дисциплина   | Лични рекорд | Квалификације    | Квалификације    | Полуфинале            | Полуфинале            | Финале                | Финале                | Детаљи                                   |
| Атлетичарка                                           | Дисциплина   | Лични рекорд | Резултат         | Место            | Резултат              | Место                 | Резултат              | Место                 | Детаљи                                   |
| ----------------------------------------------------- | ------------ | ------------ | ---------------- | ---------------- | --------------------- | --------------------- | --------------------- | --------------------- | ---------------------------------------- |
| Дати Чанд                                             | 100 м        | 11,24 НР     | 12,07            | 6. у гр. 5       | Није се квалификовала | Није се квалификовала | Није се квалификовала | 38 / 46 (47)          | Архивирано на веб-сајту (26. април 2018) |
| Нирмла                                                | 400 м        | 51,28        | 52,01 кв         | 4. у гр. 5       | 53,07                 | 7. у гр. 2            | Није се квалификовала | 21 / 44 (45)          |                                          |
| Моника Атар                                           | Маратон      | 2:39:08      |                  |                  |                       |                       | 2:49:54               | 64 / 78 (92)          | Архивирано на веб-сајту (4. август 2018) |
| Jisna Mathew Пувама Рају Мачетира Анилда Томас Нирмла | 4 x 400 м    | 3:26,89 НР   | Дисквалификоване | Дисквалификоване |                       |                       | Нису се квалификовале | Нису се квалификовале | Архивирано на веб-сајту (2. мај 2018)    |
| Кушбир Каур                                           | 20 км ходање | 1:31:40 НР   |                  |                  |                       |                       | 1:36:41               | 42 / 52 (61)          |                                          |
| Ану Рани                                              | Бацање копља | 61,86 НР     | 59,93            | 10. у гр. Б      |                       |                       | Није се квалификовала | 20 / 30 (31)          |                                          |

#### Седмобој
| Дисциплина    | Свапна Барман | Свапна Барман | Свапна Барман | Свапна Барман | Свапна Барман | Свапна Барман |
| Дисциплина    | Лични рекорд  | Резултат      | Бод.          | Плас.         | Укупно        | Плас.         |
| ------------- | ------------- | ------------- | ------------- | ------------- | ------------- | ------------- |
| 100 м препоне | 13,90         | 14,14         | 959           | 274.          | 959           | 27.           |
| Скок увис     | 1,87          | 1,71          | 867           | 24.           | 1.826         | 27.           |
| Бацање кугле  | 11,39         | 10,81         | 583           | 30.           | 2.409         | 29.           |
| 200 м         | 25,81         | 26,45         | 758           | 29.           | 3.167         | 30.           |
| Скок удаљ     | 6,03          | 5,53          | 709           | 28.           | 3.876         | 28.           |
| Бацање копља  | 45,07         | 43,49         | 734           | 16.           | 4.610         | 27.           |
| 800 м         | 2:16,20       | 2:20,17       | 821           | 22.           | 5.942         | 26.           |
| Седмобој      | 5.942         |               |               |               | 5.431         | 26 / 27 (31)  |